# Autriche aux Jeux olympiques d'hiver de 1976
L'Autriche participe aux Jeux olympiques d'hiver de 1976, organisés à Innsbruck en Autriche. Cette nation, qui prend part aux Jeux olympiques d'hiver pour la douzième fois après sa présence à toutes les éditions précédentes, organise les Jeux pour la deuxième fois après 1964. La délégation autrichienne, formée de 77 athlètes (63 hommes et 14 femmes), obtient six médailles (deux d'or, deux d'argent et deux de bronze) et se classe au septième rang du tableau des médailles.

## Médaillés
| Médaille                            | Nom                           | Discipline | Épreuve                |
| ----------------------------------- | ----------------------------- | ---------- | ---------------------- |
| Médaille d'or, Jeux olympiques      | Franz Klammer                 | Ski alpin  | Descente hommes        |
| Médaille d'or, Jeux olympiques      | Karl Schnabl                  | Saut à ski | Grand tremplin hommes  |
| Médaille d'argent, Jeux olympiques  | Brigitte Totschnig            | Ski alpin  | Descente femmes        |
| Médaille d'argent, Jeux olympiques  | Anton Innauer                 | Saut à ski | Grand tremplin hommes  |
| Médaille de bronze, Jeux olympiques | Franz Schachner Rudolf Schmid | Luge       | Doubles                |
| Médaille de bronze, Jeux olympiques | Karl Schnabl                  | Saut à ski | Tremplin normal hommes |